# Freddie Fox (acteur)
Frederick Samson Robert Morice "Freddie" Fox (Londen, Hammersmith, 5 april 1989) is een Brits acteur.
Fox is de zoon van acteur Edward Fox en diens tweede echtgenote, actrice Joanna David. Zijn oudere zus Emilia Fox is ook actrice. Hij volgde een opleiding aan de Guildhall School of Music and Drama en studeerde af in 2010.
Als filmacteur vertolkte hij onder andere de zanger Marilyn in een biopic over Boy George en Lodewijk XIII in The Three Musketeers. In het theater speelt hij Lord Alfred Douglas in het toneelstuk The Judas Kiss van David Hare. Sinds 2024 speelt hij de rol van Gwayne Hightower in de HBO-serie House of the Dragon.

## Filmografie

### Film

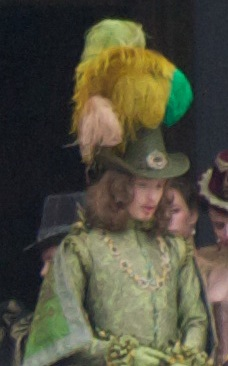
Freddie Fox in The Three Musketeers

| Jaar | Titel                                        | Rol           |
| ---- | -------------------------------------------- | ------------- |
| 2009 | St Trinian's 2: The Legend of Fritton's Gold | Head Boy      |
| 2011 | The Three Musketeers                         | Lodewijk XIII |
| 2014 | Pride                                        | Jeff          |
| 2014 | The Riot Club                                | James         |
| 2015 | Victor Frankenstein                          | Finnegan      |
| 2017 | King Arthur: Legend of the Sword             | Rubio         |
| 2024 | The Ministry of Ungentlemanly Warfare        | Ian Flemming  |

### Televisie
| Jaar | Titel                              | Rol                 | Opmerkingen                                           |  |
| ---- | ---------------------------------- | ------------------- | ----------------------------------------------------- |  |
| 2009 | Marple: Why Didn't They Ask Evans? | Tom Savage          | televisiefilm                                         |  |
| 2010 | Worried About the Boy              | Marilyn             | televisiefilm                                         |  |
| 2010 | Any Human Heart                    | Peter Scabius       | televisieserie (2 afleveringen)                       |  |
| 2010 | This September                     | Guy Wells           | televisieserie (1 aflevering: "Family Secret")        |  |
| 2011 | The Shadow Line                    | Ratallack           | televisieserie (3 afleveringen)                       |  |
| 2012 | The Mystery of Edwin Drood         | Edwin Drood         | tweedelig televisiedrama                              |  |
| 2012 | Lewis                              | Sebastian Dromgoole | televisieserie (1 aflevering: "Generation of Vipers") |  |
| 2012 | Parade's End                       | Edward Wannop       | miniserie (3 afleveringen)                            |  |
| 2015 | Banana                             | Freddie Baxter      | televisieserie (4 afleveringen)                       |  |
| 2015 | Cucumber                           | Freddie Baxter      | televisieserie (7 afleveringen)                       |  |
| 2020 | The Crown                          | Mark Thatcher       | televisieserie (2 afleveringen)                       |  |
| 2024 | House of the Dragon                | Gwayne Hightower    | televisieserie (5 afleveringen)                       |  |

## Theater
| Jaar | Titel             | Rol                 |
| ---- | ----------------- | ------------------- |
| 2011 | A Flea in Her Ear | Camille             |
| 2011 | Cause Célèbre     | Tony Davenport      |
| 2012 | Hay Fever         | Simon Bliss         |
| 2012 | The Judas Kiss    | Lord Alfred Douglas |